# Fouga CM.170 Magister
Fouga Magister là một máy bay huấn luyện phản lực hai chỗ ngồi do Pháp chế tạo vào thập niên 1950, và đây là một trong những máy bay động cơ phản lực đầu tiên trên thế giới được chế tạo với mục đích huấn luyện chuyên biệt.

## Thiết kế và phát triển
Năm 1948, hãng Fouga đã thiết kế một máy bay huấn luyện động cơ phản lực đầu tiên có tên gọi là CM.130 cho Không quân Pháp (Armée de l'Air, AdA) nhằm thay thế cho những máy bay động cơ piston Morane-Saulnier MS.475. Khi AdA xây dựng máy bay yếu về sức mạnh động cơ với hai động cơ phản lực loại Turbomeca Palas, Fouga đã bổ sung thiết kế cơ bản và sử dụng động cơ mạnh hơn là Turbomeca Marboré. Đuôi chữ V của mẫu máy bay mới CM.170 Magister dùng để phân biệt với tàu lượn CM.8 mà Fouga đang dùng để thử nghiệm những động cơ phản lực. Vào tháng 12 năm 1950, Không quân Pháp đặt hàng 3 nguyên mẫu, với chiếc máy bay đầu tiên bay vào ngày 23 tháng 7 1952. Một đợt gồm 10 chiếc tiền sản xuất cũng được đặt hàng vào tháng 6 năm 1953, sau đó là đơn đặt hàng đầu tiên gồm 95 chiếc vào ngày 13 tahsng 1 Hàng không năm 1954. Fouga đã xây dựng một nhà máy lắp ráp tại Toulouse-Blagnac để sản xuất máy bay. Loại máy bay này bắt đầu phục vụ trong Không quân Pháp vào năm 1956.
Vì sự liên doanh liên kết khác nhau về công nghiệp, máy bay có thể được gọi tên là "Fouga CM.170 Magister", "Potez (Fouga) CM.170 Magister", Sud (Fouga) CM.170 Magister" hoặc "Aérospatiale (Fouga) CM.170 Magister" phụ thuộc vào nơi và khi nào chúng được chế tạo ra.
Không quân Hải quân Pháp chấp nhận một phiên bản phát sinh của Magister như một máy bay huấn luyện cơ bản hoạt động trên tàu sân bay. Máy bay có tên gọi là CM.175 Zephyr và được trang bị với một móc hãm và bộ bánh đáp cũng được sửa đổi để hoạt động trên tàu sân bay. 32 chiếc đã được chế tạo.
Một phiên bản cải tiến của Magister có tên gọi là CM.170-2 Super Magister cũng được chế tạo từ năm 1960. Nó được trang bị động cơ khỏe hơn là Turbomeca Marboré IV. Việc sản xuất Magister dừng lại tại Pháp vào năm 1962 những tiếp tục được chế tạo tại Phần Lan cho đến năm 1967.
Việc phát triển của máy bay kết thúc khi Không quân Pháp chọn Alpha Jet như một máy bay huấn luyện phản lực mới.

## Lịch sử hoạt động

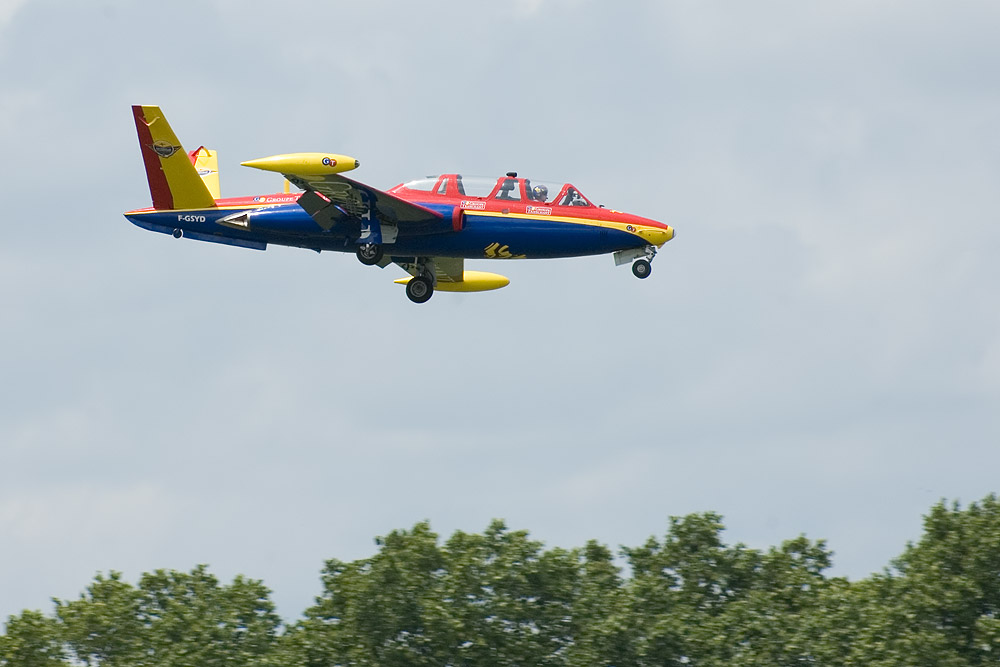
Fouga CM-170 Magister tại Triển lãm hàng không Paris 2007

Khách hàng nước ngoài đầu tiên là Đức, nước này đã đặt mua 62 chiếc từ Fouga và Flugzeug Union Süd đã chế tạo thêm 188 chiếc theo giấy phép sản xuất nhượng lại. Ngoài ra CM.170 còn được chế tạo theo giấy phép tại hãng Valmet của Phần Lan, và Israel Aircraft Industries của Israel, với tổng cộng 929 chiếc được chế tạo. Trong đó có 286 chiếc được chế tạo theo giấy phép.

### Israel
Không quân Israel sử dụng phiên bản sản xuất theo giấy phép có tên gọi là IAI Tzukit. Chúng đã tham gia vào Chiến tranh Sáu ngày năm 1967 chống lại lực lượng vũ trang của Jordan, mặc dù chúng bị mất với số lượng lớn.

### Phần Lan
Vào năm 1958-1959, Phần Lan đã mua 18 chiếc Fouga Magisters từ France. Cùng lúc, họ cũng có được giấy phép sản xuất từ Pháp. Hãng chế tạo máy bay Phần Lan Valmet sau đó đã chế tạo 62 chiếc Fouga trong khoảng thời gian 1958-1967. Những chiếc máy bay chế tạo tại Pháp có tên gọi từ FM-1...-18 và chế tạo tại Phần Lan có tên gọi từ FM-21...-82. Đây là những máy bay phản lực huấn luyện trong Không quân Phần Lan trong thời gian 1958-1988. 21 chiếc Fouga Magisters đã bị phá hủy trong các tai nạn, 6 vụ gây hậu quả lớn.

### Bỉ
Không quân Bỉ sử dụng 50 chiếc Magister với chức năng là máy bay huấn luyện chính. Đội biểu diễn máy bay The Red Devils cũng sử dụng chúng như máy bay trình diễn. Một số lượng nhỏ Magister được sử dụng đến năm 2007, như máy bay dùng để duy trì bay cho sĩ quan cao cấp. Không quân Bỉ là nước cuối cùng sử dụng những chiếc Magister cho các nhiệm vụ đầy đủ. Chiếc Fouga Magister dự định thực hiện chuyến bay cuối cùng cử mình vào ngày 27 tháng 9 năm 2007, nhưng chuyến bay này đã bị hủy bỏ.

### Katanga
Khi Congo độc lập từ Bỉ vào năm 1960, quân phiến loạn tại tỉnh Katanga đã chủ trương ly khai nhằm chống lại chính phủ trung ương hợp pháp. Lực lượng không quân nhỏ bé của phiến quân được trang bị với một số máy bay Fouga Magister và một số máy bay khác. ONUC, lực lượng gìn giữ hòa bình Liên Hợp Quốc tại Congo vào khoảng thời gian 1961-1964, đã sử dụng một phi đội SAAB Tunnan của Thụy Điển và F-86 của Ethiopia vào mục đích chiến đấu chống lại quân phiến loạn.

### Ireland
Không lực Ireland sử dụng 6 chiếc Fouga Magister, 4 chiếc trong số đó được trang bị cho đội bay biểu diễn Silver Swallows.

## Các phiên bản

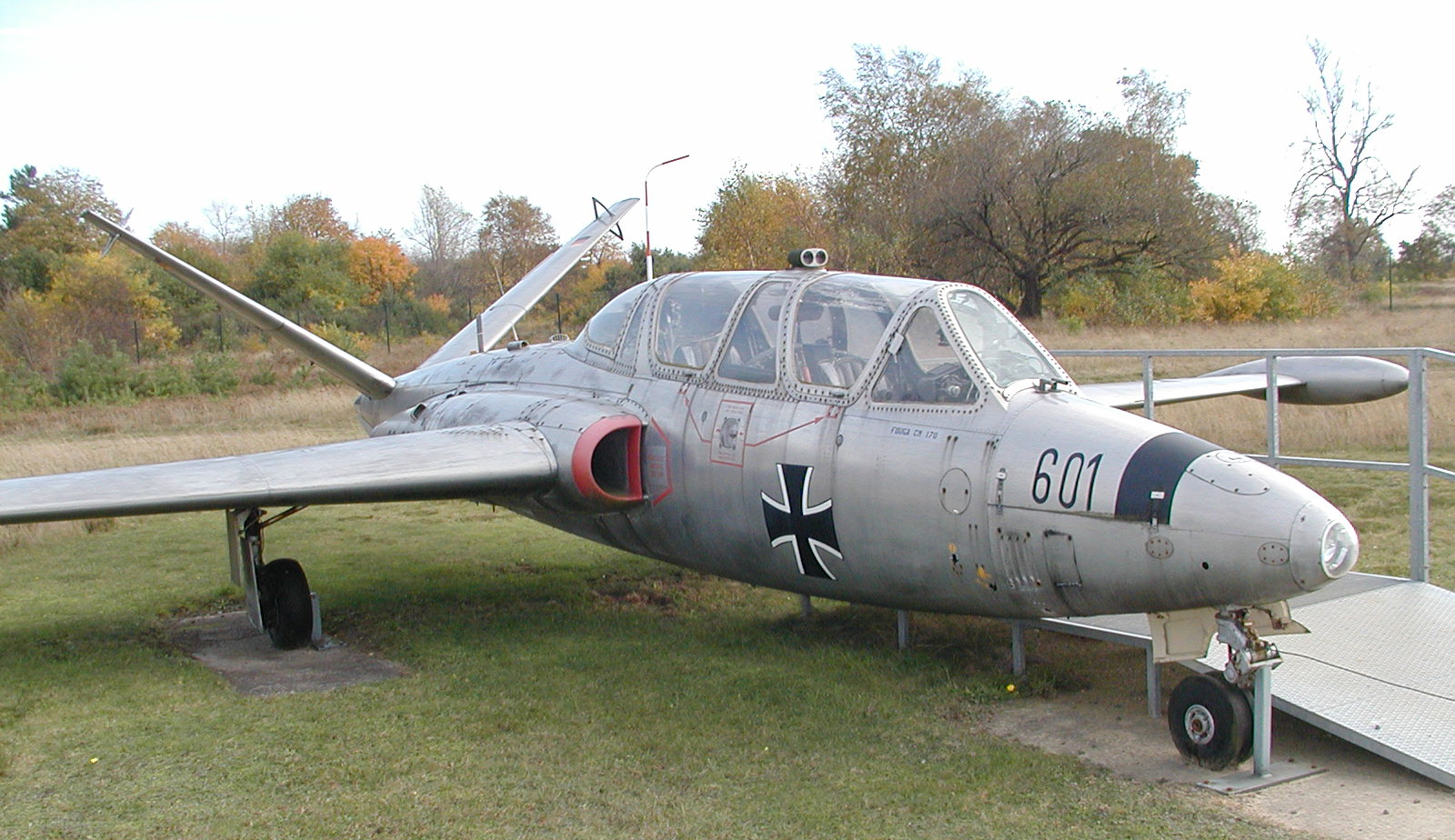
Fouga Magister

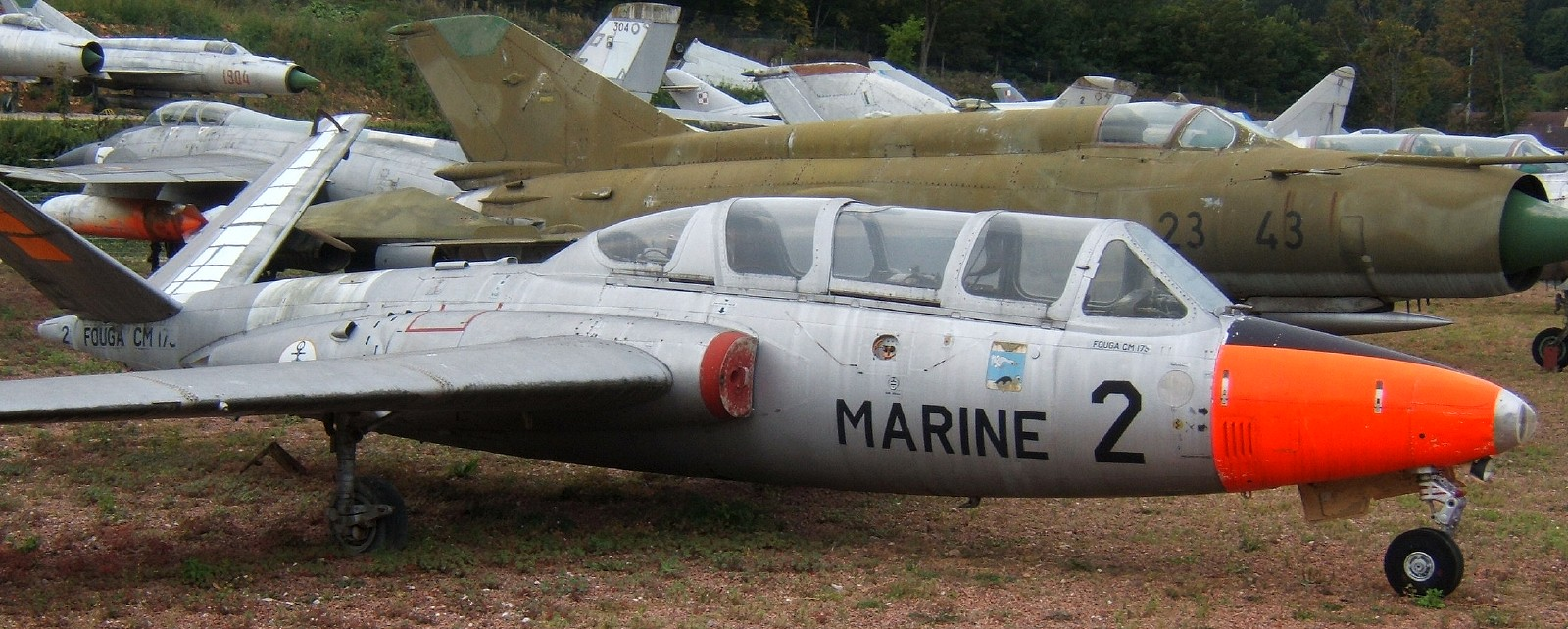
Fouga CM.175 Zephyr

- CM.170 Magister - ba nguyên mẫu vầ 10 máy bay tiền sản xuất.
- CM.170-1 Magister - phiên bản sản xuất đầu tiên với động cơ Turbomeca Marboré II, 761 chiếc được chế tạo bao gồm 188 chiếc cho Tây Đức, 62 chiếc cho Phần Lan và 50 chiếc cho Israel.
- CM.170-2 Super Magister - phiên bản nâng cấp động cơ Marboré IV với lực đẩy 4.7 kN (1.055 lbf) mỗi động cơ, 137 chiếc được chế tạo.
- CM.171 Makalu - phiên bản thân máy bay được mở rộng, động cơ Turbomeca Gabizo với lực đẩy 10.8 kN (2.422 lbf) mỗi chiếc, chỉ có nguyên mẫu bị mất trong một tai nạn vào ngày 20 tháng 3 năm 1957.
- CM.173 Super Magister - phiên bản trang bị động cơ Marboré Super VI với lực đẩy 5.1 kN (1.143 lbf) mỗi chiếc và ghế phóng, 137 chiếc được chế tạo. Được sử dụng tại Pháp, Ireland và Liban.
- CM.175 Zephyr - phiên bản trang bị móc hãm dùng cho Hải quân Pháp, 32 chiếc được chế tạo.
- IAI Tzukit hay AMIT Fouga - Phiên bản của Không quân Israel, trang bị các giá treo vũ khí cố định dưới cánh cho khả năng tấn công hạng nhẹ.
- Fouga 90/90A - phiên bản thử hiện đại hóa máy bay với động cơ Turbomeca Astafan lực đẩy 7.6 kN (1.715 lbf) mỗi chiếc, tạo lại hình dáng cho vòm kính che buồng lái nhằm tạo tầm nhìn tốt hơn, và nâng cấp hệ thống điện tử hàngk không. 90A được trang bị với một động cơ 790 kp Turbomeca Astafan; cả hai phiên bản này đều không đều không có khả năng tấn công.

## Các quốc gia sử dụng

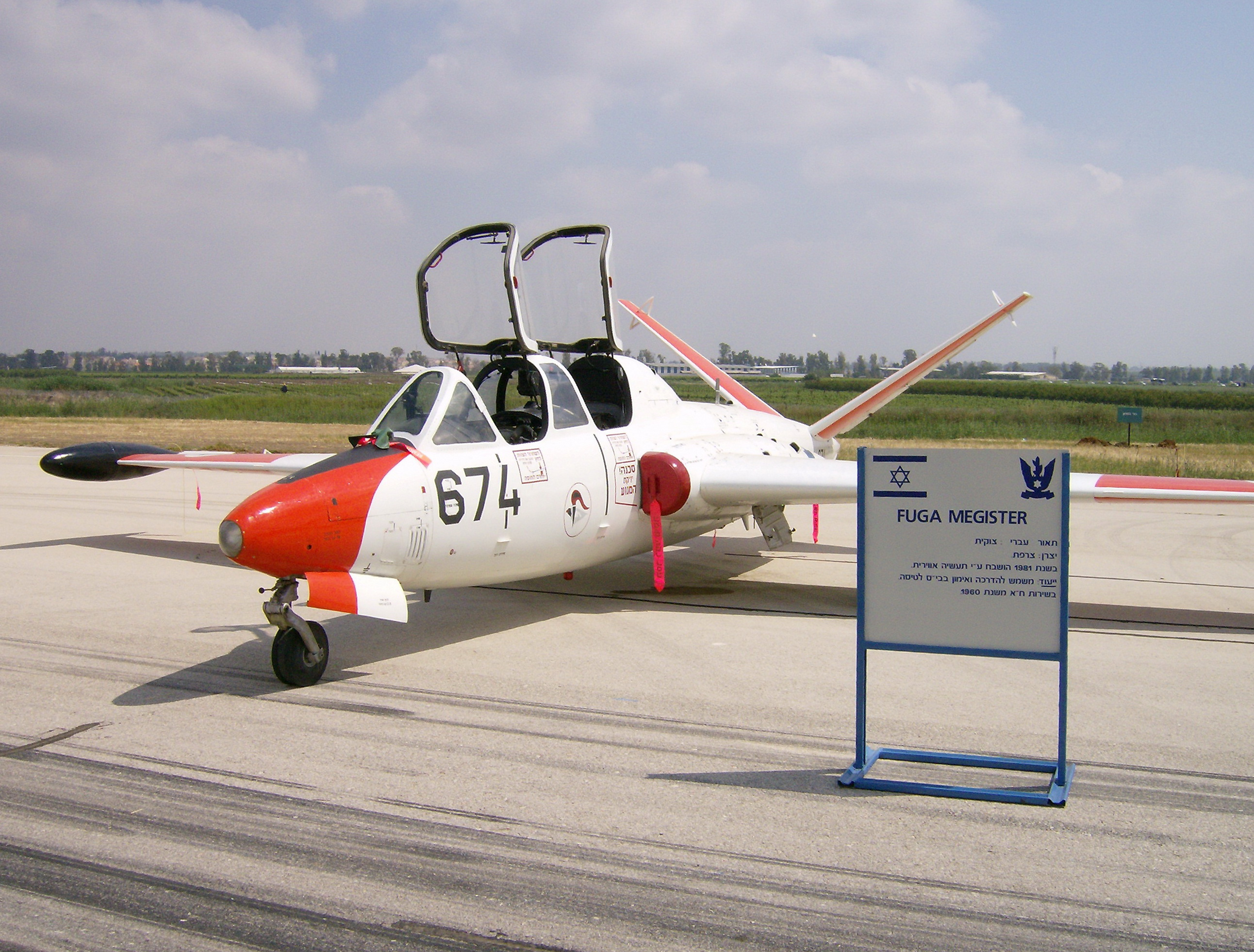
IAI Tzukit

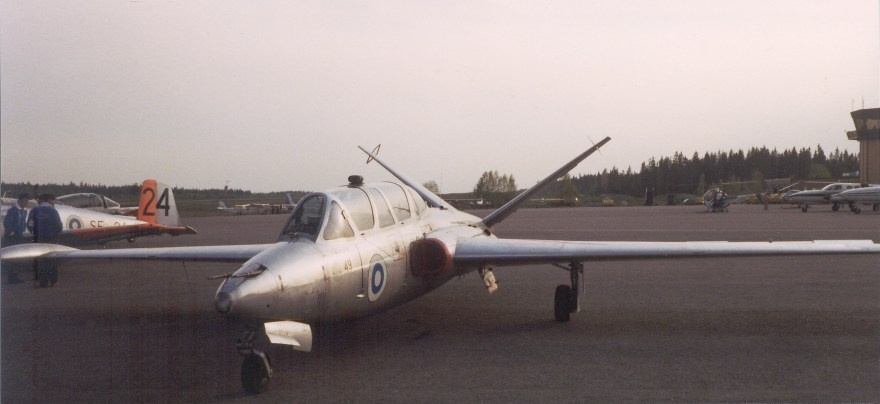
Fouga Magister FM-49 không quân Phần Lan

- Algérie: Không quân Algeria (28 chiếc cũ từ Đức)
- Áo: Không quân Áo (18)
- Bangladesh: Không quân Bangladesh (8 chiếc cũ từ Đức)
- Bỉ: Không quân Bỉ (50)
- Brasil: Không quân Brasil (7)
- Campuchia: Không quân Hoàng gia Campuchia (4)
- Cameroon: Không quân Cameroon (4 chiếc cũ từ Pháp)
- El Salvador: Không quân El Salvador (9 chiếc cũ từ Israel)
- Phần Lan: Không quân Phần Lan (80 (18 chiếc nhập và 62 chiếc được sản xuất theo giấy phép))
- Pháp:
  - Không quân Pháp (397)
  - Hải quân Pháp (30)
- Gabon Không quân Gabon (5 chiếc cũ từ Đức)
- Tây Đức: Không quân Đức (250 (62 chiếc nhập và 188 chiếc được sản xuất theo giấy phép))
- Ireland: Không lực Ireland (7 chiếc cũ từ Áo và Pháp)
- Israel: Không quân Israel (52 (16 chiếc nhập và 36 chiếc được sản xuất theo giấy phép))
- Liban: Không quân Liban (8 chiếc cũ từ Đức)
- Libya: Không quân Arab Libya (12 chiếc cũ từ Pháp)
- Maroc: Không quân Hoàng gia Maroc (21 chiếc cũ từ Pháp và Đức)
- Hà Lan: Không quân Hoàng gia Hà Lan
- Rwanda: Không quân Rwanda (3 chiếc cũ từ Pháp)
- Sénégal: Không quân Senegal (5 chiếc cũ từ Brasil)
- Togo: Không quân Togo (4 chiếc cũ từ Đức)
- Uganda: Không quân Uganda (12 chiếc cũ từ Israel)
- Zaire: Không quân Zaire (4)

## Thông số kỹ thuật (CM.170-1)

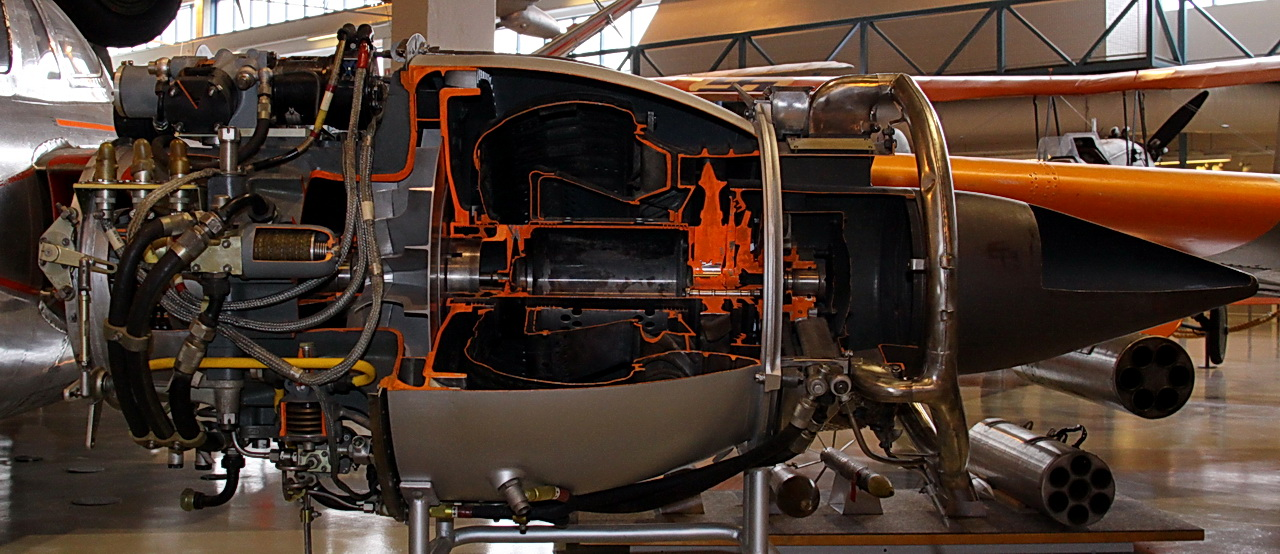
Turbomeca Marboré II F 3

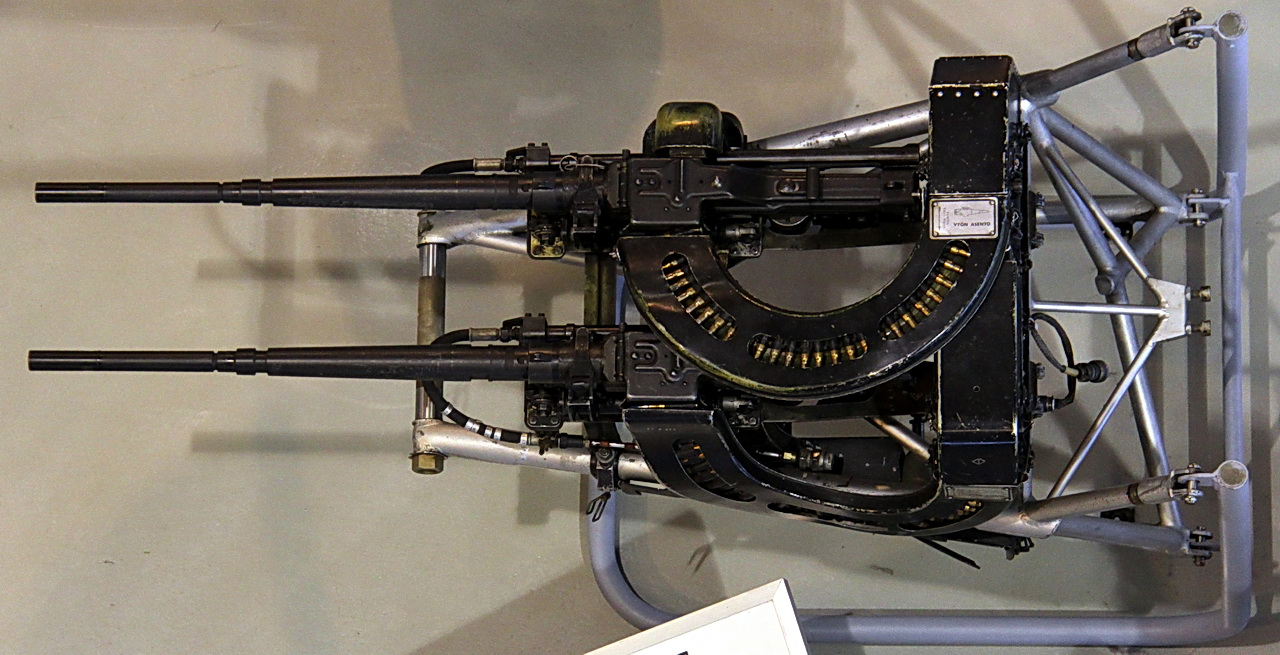

### Đặc điểm riêng
- Phi đoàn: 1-2
- Chiều dài: 10.06 m (33 ft 0 in)
- Sải cánh: 12.15 m với thùng nhiên liệu ở đầu cánh (39 ft 10 in)
- Chiều cao: 2.80 m (9 ft 2 in)
- Diện tích cánh: 17.3 m² (186.1 ft²)
- Trọng lượng rỗng: 2.150 kg (4.740 lb)
- Trọng lượng cất cánh: 2.850 kg (6.280 lb)
- Trọng lượng cất cánh tối đa: 3.200 kg (7.050 lb)
- Động cơ: 2× động cơ phản lực turbin Turbomeca Marboré IIA, 3.9 kN (875 lbf) mỗi chiếc

### Hiệu suất bay
- Vận tốc cực đại: 715 km/h trên 7.000 m (444 mph trên 23.000 ft)
- Tầm bay: 925 km (575 dặm)
- Trần bay: 11.000 m (36.080 ft)
- Vận tốc lên cao: 17 m/s (3.345 ft/min)
- Lực nâng của cánh: 165 kg/m² (34 lb/ft²)
- Lực đẩy/trọng lượng: 0.28

### Vũ khí
- 2x súng máy 7.5 mm hoặc 7.62 mm, 200 viên đạn/súng
- Mang được 140 kg (310 lb) vũ khí trên hai giao treo, bao gồm 50 kg (110 lb) bom, tên lửa không dẫn đường, và tên lửa chống tăng Nord Aviation SS.11.

## Nội dung liên quan

### Máy bay có tính năng tương đương
- Soko G-2 Galeb
- Morane-Saulnier MS-760
- Aero L-29 Delfin
- Aermacchi MB-326
- PZL TS-11 Iskra